# Madinkà
 (mars 2025).
Motif : Pas de source, Pas sûr de la notoriété
- Archive Wikiwix
- Bing
- Cairn
- DuckDuckGo
- E. Universalis
- Gallica
- Google
- G. Books
- G. News
- G. Scholar
- Persée
- Qwant
- (zh) Baidu
- (ru) Yandex
- (wd) trouver des œuvres sur Wikidata

| 1. | Préciser le motif de la pose du bandeau. | Précisez le motif de la pose du bandeau en utilisant la syntaxe suivante : {{admissibilité à vérifier\|date=juillet 2025\|motif=remplacez ce texte par le motif}}            |
| 2. | Informer les utilisateurs concernés.     | Pensez à avertir le créateur de l'article, par exemple, en insérant le code ci-dessous sur sa page de discussion : {{subst:avertissement admissibilité à vérifier\|Madinkà}} |

 (juillet 2025).
Madinkà est un groupe de rock fondé en 1995 composé de Gwen Blast aux chœurs et à la guitare basse, de Stéphane à la guitare, de Jean à la batterie et de Noël au chant.

## Les musiciens
- Noël Matteï

Né le 27 mai 1971 en Corse, chanteur du groupe, il écrit toutes les paroles et a également publié un roman Plus bisensuel que sexuel aux éditions Le Bord de l'eau en 2007. En 2013, il a sorti un premier EP solo s'intitulant sobrement EP et a travaillé avec le compositeur electro MelanoBoy ainsi que de Isa Somparé. Il a écrit les textes pour l'album solo La beauté de l'idée, de Dominique Nicolas (ex-guitariste et compositeur des plus grands tubes du groupe Indochine, sortie le 25 mai 2015). 
- Gwen Blast

De son vrai nom Gwenaëlle Bouchet, elle est née en mai 1977 dans le sud-ouest de la France.  Maintenant séparée de Nicola Sirkis, le chanteur et leader du groupe Indochine, dont elle a eu une fille, Théa en 2001, elle a cosigné l'écriture du texte L world et chante Je t'aime tant sur l'album d'Indochine La République des Meteors (2009).

## Discographie
- Madinkà (demo) (1996)
- Love Concept (1999)
- Kardiogram (2002)
- 36.02 (2005)